# Solow Building
Het Solow Building, ook bekend als 9 West 57th Street, is een wolkenkrabber in de Amerikaanse stad New York. Het gebouw is 210 meter hoog en telt 49 verdiepingen. Het modernistische kantoorgebouw heeft een oppervlakte van 130.064 vierkante meter en staat op 9 West 57th Street. Door de gebogen gevel beslaat het gebouw op grondniveau 70% van het perceel, terwijl dit boven de 19e verdiepingen 40% is.
Voor het gebouw bevindt zich een kunstwerk in de vorm van een rode 9. Het is ontworpen door Chermayeff & Geismar en bestaat uit stalen platen. Aan de andere kant van het gebouw, op het plein aan 58th Street, vindt men de sculptuur "Moonbird" van Joan Miro. Het bronzen werk werd in 1966 voltooid.